# Bartolomeo Cristofori
Pour les articles homonymes, voir Cristofori.
Bartolomeo Cristofori (4 mai 1655 à Padoue – 27 janvier 1731 à Florence) est un facteur d'instruments à clavier italien, facteur de clavecins et de clavicordes. Il est généralement considéré comme l'inventeur du piano-forte, qui évolue après lui pour devenir le piano moderne.

## Biographie
On connaît assez peu de choses de la vie de Cristofori, facteur de clavecins dont l'invention du piano-forte n'eut qu'un succès très limité de son vivant. Sans doute déjà connu comme facteur talentueux, c'est à la demande du prince Ferdinand de Médicis qu'il quitte sa ville natale, vers 1690, pour s'installer à Florence.
C'est là, alors qu'il est au service du prince Ferdinand pour lequel il fabriquera au moins un clavecin à trois claviers, qu'il invente le pianoforte, peu avant 1709.
En 1711, il en avait déjà fabriqué quatre. En 1716, trois ans après la mort du prince Ferdinand, il est nommé conservateur de sa collection d'instruments. Cristofori améliore son piano-forte et, en 1726, il met au point le mécanisme qui, pour l'essentiel, est celui du piano moderne. Il a fabriqué une vingtaine de pianoforte entre 1709 et 1726.
Les musiciens qui ont essayé son instrument sont rebutés par les variations de tons qui n'ont alors aucun équivalent sur un instrument comparable comme le clavecin. De plus, l'essor de l'opéra, l'accent mis sur la voix humaine comme instrument de musique, éclipsent l'apparition de ce nouvel instrument.
Durant quelques années, Cristofori donne cependant souffle à une petite industrie du pianoforte à Florence. Son apprenti le plus connu, qui fabriquera plusieurs instruments, est Giovanni Ferrini. Cinq pianoforte seront achetés et emmenés en Espagne à la suite du passage à Florence du claveciniste virtuose Domenico Scarlatti. C'est toutefois dans l'obscurité qu'il meurt en 1731.
Bartolomeo Cristofori a été un facteur de clavecins réputé, mais doit surtout sa célébrité au piano-forte (précédant le piano du XIXe siècle) dont il fut l'inventeur à la suite des recherches et expériences qu'il effectua pour doter le clavicorde de possibilités expressives accrues. Il choisit une caisse de clavecin pour y installer son nouveau mécanisme.
Son premier piano-forte date de 1698. Nous lui devons une épinette ovale, « la spinetta ovale del 1690 », des clavecins, des pianos-forte, des clavicordes, des clavecins traverso « spinettone da orchestra. »
Le Musée national des instruments de musique de Rome possède un piano-forte qu'il fabriqua en 1722.

## Les clavecins de Cristofori
Donald Boalch (2de édition) liste dix instruments à cordes pincées (clavecins ou épinettes datés entre 1689 et 1726) mais très peu d'entre eux sont considérés comme authentiques.

## Les pianos de Cristofori

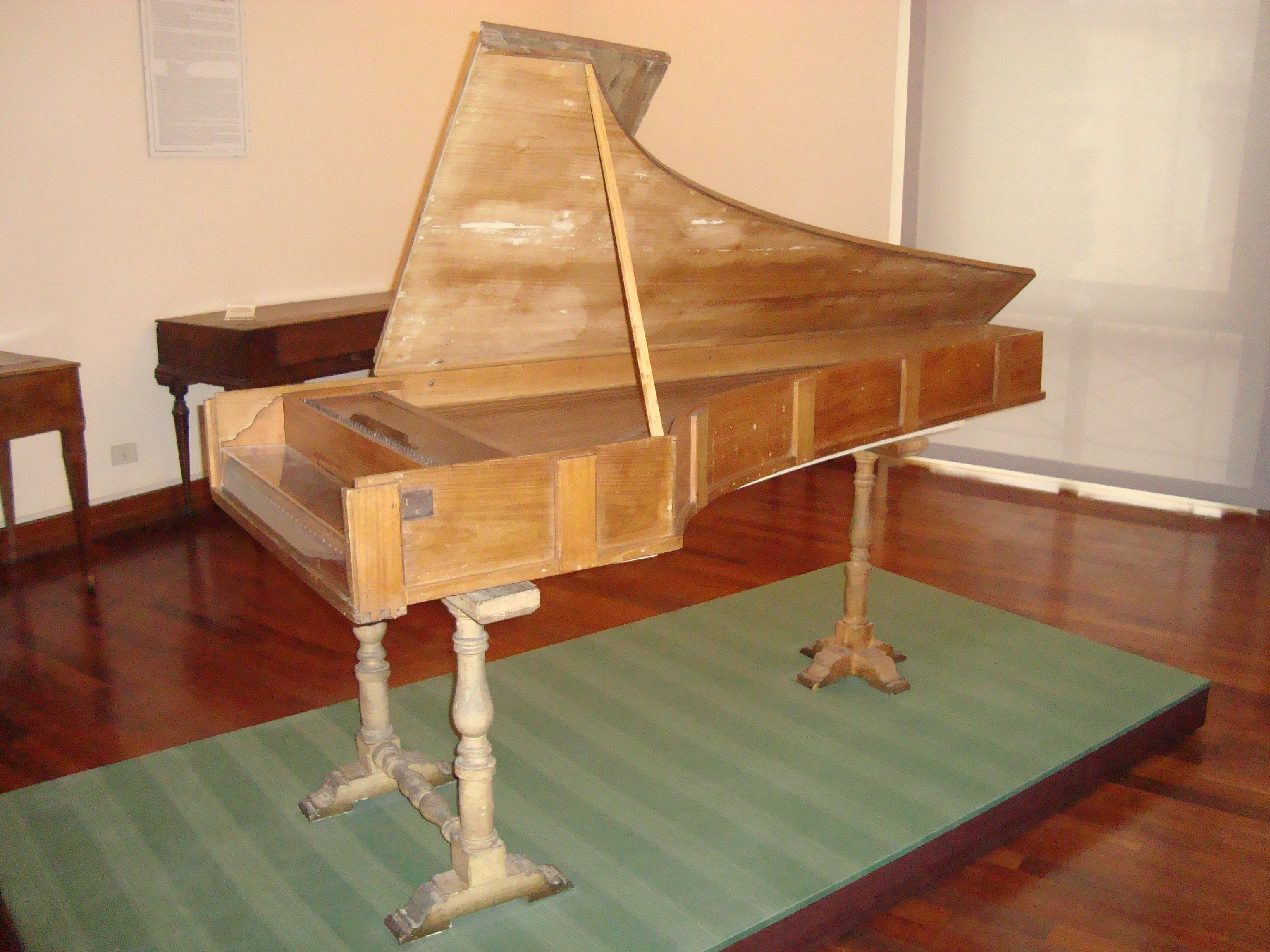
Le piano Cristofori de 1722 est au Musée national des instruments de musique, à Rome.

Le nombre total de pianos fabriqués par Cristofori est inconnu. Seulement trois existent encore à ce jour. Ils ont tous été construits durant la décennie de 1720.
- Un instrument de 1720 est situé au Metropolitan Museum of Art, à New York. Cet instrument a été modifié de façon significative par des constructeurs qui ont suivi : la table d'harmonie a été remplacée en 1938, et la gamme a été décalée d'environ une demi-octave. Bien qu'il soit possible de jouer de ce piano, selon le constructeur Denzil Wraight : « sa condition originale […] a été totalement perdue », et il ne peut en aucun cas indiquer comment il sonnait lorsqu'il était neuf[2].
- Un instrument de 1722 est au Musée national des instruments de musique de Rome. Il possède 4 octaves. Ce piano a été endommagé par les vers et ne peut plus être joué[2].
- Un instrument de 1726, possédant également 4 octaves, est au Musée des instruments de musique de l'université de Leipzig. Cet instrument ne peut pas être joué pour l'instant, bien que des enregistrements aient déjà été faits par le passé[2].

Les trois pianos survivants portent toutes les mêmes inscriptions en latin : « BARTHOLOMAEVS DE CHRISTOPHORIS PATAVINUS INVENTOR FACIEBAT FLORENTIAE [date] ». Les dates sont inscrites en chiffres romains. Cette inscription signifie « Bartolomeo Cristofori de Padoue, inventeur, fabriqua ce piano à Florence en [date] ».

## Anecdotes
- En 1988, le musicien new age David Lanz lui rend hommage à travers l'instrumental Critofori's Dream, issu de l'album du même nom.